# نازوایفسک
شهر نازوایفسک (به روسی: Называевск) در کشور روسیه و در اوبلاست امسک واقع شده‌است.